# Tarchamps
Tarchamps (Luxemburgs: Iischpelt, Duits: Ischpelt) is een plaats in de gemeente Lac de la Haute-Sûre en het kanton Wiltz in Luxemburg. Tarchamps telt 300 inwoners (2012).

## Geschiedenis
Op het eind van het ancien régime werd Tarchamps een gemeente, waartoe ook Watrange behoorde. In 1823 werden bij een grote gemeentelijke herindeling in Luxemburg veel kleine gemeenten samengevoegd en Tarchamps werd opgeheven en bij Harlange gevoegd.
Bavigne · Harlange · Kaundorf · Liefrange · Mecher · Nothum · Tarchamps · Watrange

Luxemburgse gemeenten · Kanton Wiltz · Luxemburg